# Austrebert de Vienne
Austrebert (Austrebertus/Austrobertus), est évêque de Vienne, en Dauphiné, du début du VIIIe siècle (ca 719-742). Il est considéré comme un saint local de l'Église catholique.

## Biographie
Austrebert (Austrebertus, Austrobertus, Austroberti) est un évêque de Vienne vers le début du VIIIe siècle (ca 719-742). Il est mentionné dans le catalogue d'Adon de Vienne (799-875).
Louis Duchesne (1894) mentionne, dans sa liste commentée des évêques de Vienne, qu'Adon connaissait son lieu de sépulture, « située très loin de Vienne ».
Ulysse Chevalier indique qu'il a reçu une lettre du pape Grégoire II, datée du 31 août (719), qui le remercie pour « l'état prospère de l'église des Gaules, et de ses présents ». Il reçoit une seconde lettre du pape Zacharie, datée du 7 mars (742).
Willicaire prend sa suite sur le siège de Vienne.

## Culte
Vère est inscrit au Martyrologium Hieronymianum à la date du 5 juin (Bollandistes). Il est désormais célébré, dans le diocèse de Grenoble-Vienne, le 1er juillet avec saint Martin et tous les saints évêques de Vienne.

### Articles externes
- Liste des évêques et archevêques de Vienne (France)
- Liste des saints du diocèse de Grenoble